# هربرت گرونمیر
هربرت گرونمیر (به آلمانی: Herbert Grönemeyer) (زاده ۱۲ آوریل ۱۹۵۶) بازیگر و موسیقی‌دان آلمانی است.

## فیلم‌شناسی
فهرست برخی فیلم‌هایی که او در آنها به ایفای نقش پرداخته‌است :
- کشتی (۱۹۸۱)
- کنترل (۲۰۰۷)
- تحت تعقیب‌ترین مرد (فیلم) (۲۰۱۴)